# NVwZ-Rechtsprechungs-Report Verwaltungsrecht
Der NVwZ-Rechtsprechungs-Report Verwaltungsrecht (abgekürzt: NVwZ-RR) ist eine juristische Fachzeitschrift, in der ausschließlich gerichtliche Entscheidungen, überwiegend aus dem Verwaltungsrecht und seinen Nebengebieten, abgedruckt werden. 
Die Zeitschrift enthält Entscheidungen aus den Bereichen Verfassungsrecht und Verfassungsprozessrecht, Allgemeines Verwaltungsrecht und Verwaltungsverfahren, Bau- und Planungsrecht, Umweltrecht und Naturschutz, Wirtschafts- und Gewerberecht, Sicherheits- und Ordnungsrecht, Schul-, Hochschul- und Kulturrecht, Sozial- und Gesundheitsrecht, Recht des öffentlichen Dienstes, Abgabenrecht, Ausländer- und Asylrecht und Verwaltungsprozessrecht.
Die Mehrheit der Entscheidungen stammt von den Oberverwaltungsgerichten; hinzu kommen einzelne Entscheidungen des EGMR, des EuGH, Bundesverfassungsgerichts und der Verfassungsgerichte der Länder. Auch Entscheidungen des Bundesverwaltungsgerichts und der Verwaltungsgerichte werden dort veröffentlicht. 
In den Rechtsprechungsreport werden Entscheidungen von geringerer allgemeiner Bedeutung aufgenommen, deren Abdruck in der NVwZ aus Platzgründen nicht möglich war. Herausgegeben wird die Zeitschrift von der Redaktion der NVwZ. Die Zeitschrift erscheint zweimal im Monat (23 Ausgaben im Jahr) im Verlag C.H. Beck.